# Zeleni barbus
Zeleni barbus (lat.: Puntigrus tetrazona) je slatkovodna riba iz porodice šarana (Cyprinidae), a porijeklom je iz tropskih voda otoka Sumatre, Bornea i Malajskog poluotoka. Prijavljeni su susreti s ovom vrstom i u Kambodži. Trenutno pripada rodu Puntius, ali je zbog velike morfološke sličnosti u prošlosti prebacivan iz roda Barbus u rod Puntius i obrnuto. Vremenom se ova vrsta raširila po većem dijelu Azije, tako da je danas vrlo teško odrediti njeno prirodno stanište. Sve vrste roda Puntius omiljene su akvarijske ribe, a u Europu su prvi put unesene 1935. godine preko Hamburga.

## Opis
U akvarijskim uvjetima dostiže maksimalnu dužinu od 6 cm. Tijelo je bočno plosnato i visoke grbe. Na gornjoj usni imaju četiri mala brčića. Boja tijela pokriveno je krupnim ljuskama i žutozlatne je osnove. Tijelom se protežu četiri okomite pruge crne ili zelene boje, po kojima je riba dobila ime (tetra - četiri). Korijen leđne peraje je tamnozelen ili crn, a pri vrhu prelazi u purpornocrvenu boju. Peraje su crvene, s izuzetkom žutih trbušnih peraja. Na mužjakovoj repnoj peraji ističu se crvene žbice. Spolni dimorfizam je očit. Boje mužjaka su intenzivnije od ženkinih, naročito za vrijeme udvaranja i mriještenja. Ženke su uvijek veće od mužjaka i šire u struku. Tetrazone na gornjoj usni imaju četiri mala brčića.

## Uzgoj u akvariju
Za gajenje u akvariju traži temperaturu vode od 20 do 26 °C. Idealna voda je tvrdoće između 10 i 12°, pH je neutralan, a voda je bogata kisikom. U njihovom prirodnom staništu, relativno malim barama, dolazi do naglih promjena kemijskog sastava vode, što je navelo zelenog barbusa da se prilagode preživljavanju u raznim nepovoljnim uvjetima. Zelenim barbusima godi češće mijenjanje 1/4 akvarijske vode. Vrlo su temperamentne i živahne ribe. Da bi se u potpunosti uživalo u njihovim igrama, potrebno im je pružiti dovoljno dug akvarij, s dovoljno zasađenim prostorima za skrivanje i otvorenim prostorima za plivanje. Jako su društvene ribe i često se drže u grupama od minimalno 6 primjeraka. Zeleni barbusi plivaju zbijeni u jatima, uglavnom sredinom akvarija, ganjajući jedna drugu i bezazleno čupkajući peraje drugim pripadnicima jata.
Zeleni barbusi mogu predstavljati problem u društvenim akvarijima u kojima se drže ribe dugih, velastih peraja. Naime, one imaju običaj juriti te ribe i i grickati im peraje dok ih skroz ne ogole. To se rješava jednostavno odvajanjem zelenog barbusa od tih vrsta (sijamski borac, skalar, gupi) ili dodavanje još zelenih barbusa, koje bi jedna drugoj međusobnom igrom mogle odvući pažnju s drugih riba. Napadat će sve bolesne ribe, kojima ribe velastih peraja sliče zbog slabije pokretljivosti, ali će se izvrsno slagati sa svim živahnim ribama: zebricama, paleatusima, švertovima i sličnim ribama. Čak će pokušati oformiti jato s botijama, koje sliče na njih svojim okomitim prugama. Hrane se crvima, račićima i biljnom hranom, a u akvariju prihvaćaju sve vrste kupovne hrane. Zeleni barbusi se nakon hranjenja povlače u kutove akvarija i zauzimaju nepomičan dijagonalni položaj, s glavom okrenutom prema dole. Ova navika često uznemiri akvariste koji nemaju iskustva s ovom ribom. Nisu proždrljive, ali će rado jesti mladunce živorotki.

## Razmnožavanje
Zeleni barbusi postaju spolno zreli krajem prve godine života, ali, ovisno o ishrani, neke jedinke mogu dostići spolnu zrelost već s 5 mjeseci starosti. Ženka na mekolisno bilje polaže 300 do 600 komada ljepljive, tamnožute ikre, preko koje mužjak posipa mliječ. Mrijest traje do 3 sata, a inkubacija 24-30 sati. Mlađ propliva poslije 3-4 dana i već je spremna hraniti se ličinkama morskog račića po imenu artemija. Pri hranjenju živom hranom mladunci će dobiti boje i odlike odraslih riba već nakon 30 dana.

## Varijeteti
Odgojena su dva glavna varijeteta ove vrste: zeleni barbus i žuti barbus, uz svijetli albino oblik. Kod zelenih barbusa pruge su neprimjetne, dok se kod žutih prepoznaju po nešto tamnijoj nijansi žute.